# Ołeksandr Obołonczyk
Ołeksandr Wołodymyrowycz Obołonczyk (ur. 17 stycznia 1992) – ukraiński saneczkarz, jeździ w dwójkach. Sport uprawia od 2001 roku.
Wystąpił na igrzyskach olimpijskich w 2014. Razem z Romanem Zacharkiwem zajął 17. miejsce w rywalizacji dwójek męskich wyprzedzając ekipy Korei Południowej oraz drugiej Austrii. Ich łączna strata do zwycięskiego zespołu Niemiec wyniosła 4,095 sekundy (ich czas to było 1.43.28). W drugim ślizgu poprawili swoją pozycję (po pierwszym było to ostatnie miejsce). Obołonczyk wystąpił także w rywalizacji drużynowej, którą Ukraina zakończyła na 11 miejscu (skład zespołu: Ołena Szkumowa, Andrij Kiś, Roman Zacharkiw, Ołeksandr Obołonczyk). Było to miejsce przedostatnie - wyprzedziła tylko ekipę Korei Południowej z czasem 2.51.055. Strata do lidera wyniosła 5, 406 sekundy. Obołonczyk i Zacharkiw patrząc tylko na wyniki dwójek mieli najwolniejszy czas.
Obołonczyk pojawił się także na mistrzostwach Europy w Siguldzie w 2014 roku. Drużynowo zdobył 7. miejsce.
Występował także w Pucharze Świata w sezonie 2013/2014, ale były to starty epizodyczne w większości zakończone dyskwalifikacjami.